# Metopilio foveolatus
Espèce
Metopilio foveolatus est une espèce d'opilions eupnois de la famille des Globipedidae.

## Distribution
Cette espèce est endémique du Costa Rica.

## Description
La femelle holotype mesure 4 mm.

## Systématique et taxinomie
Cette espèce a été décrite par Roewer en 1956.

## Publication originale
- Roewer, 1956 : « Über Phalangiinae (Phalangiidae, Opiliones Palpatores). (Weitere Weberknechte XIX). » Senckenbergiana biologica, vol. 37, no 3/4, p. 247–318.